# Ironbound
Ironbound ist das 15. Studioalbum der US-amerikanischen Thrash-Metal-Band Overkill. Es erschien im Januar 2010 bei Nuclear Blast/E1 Music.

## Entstehung und Stil
Ironbound ist das erste Album Overkills auf dem Label Nuclear Blast (Europa) bzw. E1 Music (USA). Das Album wurde im Vorfeld als „wirkliches Thrasher-Teil“ angekündigt. Bobby Elsworth äußerte sich positiv zum Labelwechsel. Das Album wurde von Peter Tägtgren abgemischt. Im Anschluss folgte im Februar 2010 eine Europatour.

## Rezeption
Das Album erreichte als erstes seit I Hear Black 1993 mit Platz 192 eine Platzierung in den Billboard 200. Auch in Deutschland erreichte es mit Platz 31 die höchste Chartplatzierung eines Overkill-Albums. Im Magazin Rock Hard war es bei der Leserpoll-Auswertung, die die Lesercharts des Jahres 2011 zusammenfasste, auf Platz zwei aller Alben. Bei den Kritikern erhielt es meist gute Bewertungen. Gregory Heaney von Allmusic vergab vier von fünf Sternen. Er schrieb, Ironbound zeige, dass manchmal die alten Wege die besten sind. Zwar sei das Album kein Meisterwerk, aber eine Momentaufnahme einer der Thrash-Metal-Bands, die mit der Zeit immer besser geworden sind und nicht von ihrem eigenen Gewicht erdrückt wurden.

## Titelliste
Alle Songs wurden von D.D. Verni und Bobby ’Blitz’ Ellsworth geschrieben.
1. The Green and Black – 8:12
2. Ironbound – 6:33
3. Bring Me the Night – 4:16
4. The Goal Is Your Soul – 6:41
5. Give a Little – 4:42
6. Endless War – 5:41
7. The Head and Heart – 5:11
8. In Vain – 5:13
9. Killing for a Living – 6:14
10. The SRC – 5:08